# Provincia de Bagmati
La provincia Bagmati es una de las siete provincias establecidas por la nueva constitución de Nepal, que fue adoptada el 20 de septiembre de 2015. Limita con la región autónoma del Tíbet de China al norte, la provincia de Koshi al este, la provincia de Gandaki al oeste y la provincia de Madhesh y el estado indio de Bihar al sur. La ciudad de Hetauda fue declarada capital interina el 17 de enero de 2018.
Tiene un área de 20,300 km² y tenía una población de 5 529 452 habitantes según el censo de 2011, por lo que es la provincia más poblada del país.

## Subdivisiones administrativas
La provincia se divide en los siguientes distritos:
- Distrito de Bhaktapur
- Distrito de Chitwan
- Distrito de Dhading
- Distrito de Dolakha
- Distrito de Katmandú
- Distrito de Kavrepalanchok
- Distrito de Lalitpur
- Distrito de Makwanpur
- Distrito de Nuwakot
- Distrito de Ramechhap
- Distrito de Rasuwa
- Distrito de Sindhuli
- Distrito de Sindhupalchok

Los distritos son administrados por un comité de coordinación de distrito y un oficial de administración. Los distritos se subdividen en municipios y comunidades rurales (gaunpalikas). La provincia N.º 3 tiene tres ciudades metropolitanas, una ciudad sub metropolitana, 41 municipios y 74 comunidades rurales.